# إبا لوفنسكيولد
إبا لوفنسكيولد (مواليد 7 أكتوبر 1977) هي صحفية سويدية وناشطة في مجال التعليم. وهي تغطي الأفلام والترفيه للصحف والمجلات السويدية من مدينة نيويورك منذ عام 2008.

## معا من أجل الأفضل
وهي مؤسِّسة مؤسَّسة معاً من أجل الأفضل ، وهي مؤسسة خيرية تعمل من أجل حق الطفل في التعليم.  من خلال المؤسسة، تقوم إبا ببناء ودعم المدارس للأطفال المحرومين في جمهورية الدومينيكان . بدأت إبا المشروع بعد قضاء إجازتها في الجزيرة عندما ضرب الزلزال المدمر هايتي في عام 2010. قامت الجمعية الخيرية بتمويل بناء ثلاث مدارس. 